# أونغا
اونغا (بالروسية: Онега) هي إحدى مدن روسيا في الكيان الفدرالي الروسي أوبلاست أرخانغلسك.

## المناخ
يظهر الجدول التالي التغييرات المناخية على مدار السنة لأونغا:
| البيانات المناخية لـأونغا                                         | البيانات المناخية لـأونغا | البيانات المناخية لـأونغا | البيانات المناخية لـأونغا | البيانات المناخية لـأونغا | البيانات المناخية لـأونغا | البيانات المناخية لـأونغا | البيانات المناخية لـأونغا | البيانات المناخية لـأونغا | البيانات المناخية لـأونغا | البيانات المناخية لـأونغا | البيانات المناخية لـأونغا | البيانات المناخية لـأونغا | البيانات المناخية لـأونغا |
| الشهر                                                             | يناير                     | فبراير                    | مارس                      | أبريل                     | مايو                      | يونيو                     | يوليو                     | أغسطس                     | سبتمبر                    | أكتوبر                    | نوفمبر                    | ديسمبر                    | المعدل السنوي             |
| ----------------------------------------------------------------- | ------------------------- | ------------------------- | ------------------------- | ------------------------- | ------------------------- | ------------------------- | ------------------------- | ------------------------- | ------------------------- | ------------------------- | ------------------------- | ------------------------- | ------------------------- |
| الدرجة القصوى °م (°ف)                                             | 6.1 (43.0)                | 5.3 (41.5)                | 13.4 (56.1)               | 25.9 (78.6)               | 32.0 (89.6)               | 32.9 (91.2)               | 35.8 (96.4)               | 34.4 (93.9)               | 27.4 (81.3)               | 19.8 (67.6)               | 11.1 (52.0)               | 7.7 (45.9)                | 35.8 (96.4)               |
| متوسط درجة الحرارة الكبرى °م (°ف)                                 | −8.2 (17.2)               | −7.0 (19.4)               | −0.9 (30.4)               | 5.7 (42.3)                | 12.8 (55.0)               | 18.9 (66.0)               | 22.0 (71.6)               | 18.6 (65.5)               | 12.8 (55.0)               | 5.5 (41.9)                | −1.7 (28.9)               | −5.6 (21.9)               | 6.1 (43.0)                |
| المتوسط اليومي °م (°ف)                                            | −11.4 (11.5)              | −10.5 (13.1)              | −4.8 (23.4)               | 1.2 (34.2)                | 7.6 (45.7)                | 13.6 (56.5)               | 16.9 (62.4)               | 13.9 (57.0)               | 9.0 (48.2)                | 3.1 (37.6)                | −4.0 (24.8)               | −8.5 (16.7)               | 2.2 (36.0)                |
| متوسط درجة الحرارة الصغرى °م (°ف)                                 | −15.0 (5.0)               | −14.0 (6.8)               | −8.4 (16.9)               | −2.7 (27.1)               | 3.3 (37.9)                | 8.9 (48.0)                | 12.4 (54.3)               | 10.0 (50.0)               | 5.9 (42.6)                | 0.9 (33.6)                | −6.4 (20.5)               | −11.8 (10.8)              | −1.4 (29.5)               |
| أدنى درجة حرارة °م (°ف)                                           | −42.1 (−43.8)             | −42.5 (−44.5)             | −38.5 (−37.3)             | −26.0 (−14.8)             | −14.6 (5.7)               | −3.4 (25.9)               | −0.4 (31.3)               | −3.0 (26.6)               | −4.9 (23.2)               | −19.3 (−2.7)              | −32.2 (−26.0)             | −41.2 (−42.2)             | −42.5 (−44.5)             |
| الهطول مم (إنش)                                                   | 42 (1.7)                  | 31 (1.2)                  | 31 (1.2)                  | 29 (1.1)                  | 44 (1.7)                  | 60 (2.4)                  | 70 (2.8)                  | 75 (3.0)                  | 69 (2.7)                  | 67 (2.6)                  | 55 (2.2)                  | 46 (1.8)                  | 618 (24.3)                |
| متوسط الأيام الممطرة                                              | 3                         | 2                         | 5                         | 10                        | 17                        | 17                        | 17                        | 18                        | 22                        | 19                        | 9                         | 5                         | 144                       |
| متوسط الأيام المثلجة                                              | 26                        | 25                        | 21                        | 13                        | 6                         | 1                         | 0                         | 0.03                      | 1                         | 11                        | 23                        | 27                        | 154                       |
| متوسط الرطوبة النسبية (%)                                         | 84                        | 83                        | 79                        | 72                        | 69                        | 68                        | 72                        | 78                        | 83                        | 87                        | 88                        | 86                        | 79                        |
| ساعات سطوع الشمس الشهرية                                          | 21                        | 57                        | 118                       | 188                       | 275                       | 304                       | 308                       | 215                       | 124                       | 58                        | 19                        | 8                         | 1٬695                     |
| المصدر #1: Pogoda.ru.net                                          |                           |                           |                           |                           |                           |                           |                           |                           |                           |                           |                           |                           |                           |
| المصدر #2: الإدارة الوطنية للمحيطات والغلاف الجوي (sun 1961–1990) |                           |                           |                           |                           |                           |                           |                           |                           |                           |                           |                           |                           |                           |